# He Duoling
He Duoling (traditioneel Chinees: 何多苓) (Chengdu, 9 mei 1948) is een moderne Chinese schilder en lid van de China Artists Association. Hij wordt beschouwd als een belangrijke vertegenwoordiger van Scar Art. Begin jaren tachtig maakte hij furore met zijn olieverfschilderij Spring Breeze has Awakened.

## Biografie
Na zijn jeugd in Chengdu, werd hij in 1977 toegelaten tot de Sichuan Academie voor Schone Kunsten. Hij was daar een klasgenoot van Luo Zhongli en Zhang Xiaogang. In 1982  behaalde hij zijn mastergraad in olieverf-schilderkunst aan deze academie.

## Werk
Hij behoort tot de eerste generatie kunstenaars die zich na de Culturele Revolutie vrij kon uiten in zijn werk. Hij laat zich, in Chinese en taoïstische traditie, inspireren door de balans in de natuur. Hij gebruikt veelal lichte kleuren, wat zijn werk een rustige en serene sfeer geeft. Hij schildert het liefst vrouwen, eventueel naakt, met natuur op de achtergrond.
Hij is verder geïnspireerd door de Amerikaanse neorealistische schilder Andrew Wyeth en de Russische schilder Valentin Serov. Tijdens het schilderen van portretten houdt hij zelfs graag een boek van Serov in het zicht, om zich te laten inspireren.
In 1982 voltooide hij zijn meesterwerk Spring Breeze has Awakened.
In 1985 werd hij uitgenodigd om lezingen te geven aan het Massachusetts Institute of Art.

## Prijzen
Hij heeft de Silver en Bronze Award van de 6e Nationale Kunsttentoonstelling, de Bronzen Award van de 7e Nationale Kunsttentoonstelling en de Monaco Government Award van de 22e Monte Carlo International Art Grand Prix gewonnen.